# Neoleptastacus phreaticus
Neoleptastacus phreaticus is een eenoogkreeftjessoort uit de familie van de Arenopontiidae. De wetenschappelijke naam van de soort is voor het eerst geldig gepubliceerd in 1994 door Cottarelli, Bruno & Venanzetti.